# Экономика Каменска-Уральского
Экономика Каменска-Уральского представлена предприятиями цветной и чёрной металлургии, электронной, лёгкой и пищевой промышленности. В городе развивается туризм, созданы условия для малого и среднего предпринимательства.

## История

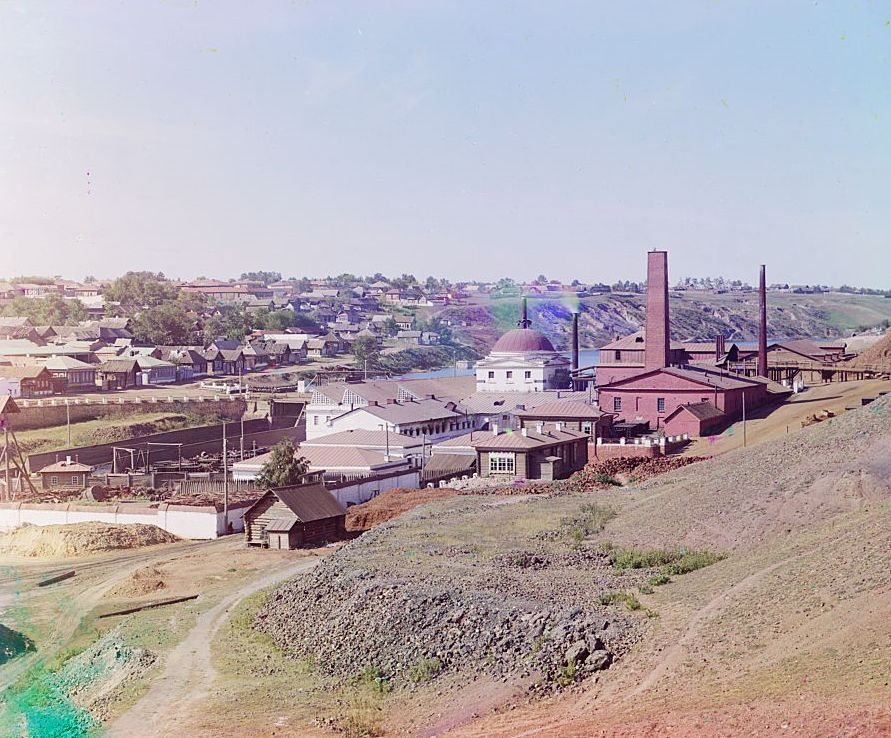
Вид на Каменcкий чугунно-плавильный завод (сегодня Каменск-Уральский)

Каменск-Уральский является одним из крупных и старейших промышленных городов Урала. После того на берегах Каменки и Исети была найдена железная руда, на нынешней территории города появилось постоянное поселение. Поскольку руда залегала близко к поверхности, то её было легко добывалась ручным способом. В 1682 году вышел указ, согласно которому местный Далматовский Успенский монастырь получил во владение окрестные земли. Монастырь способствовал переселению на них своих крестьян, которые стали выплавлять для своих нужд железо.
Спрос на железо особенно усилился в начале 1700-х годов, когда в битве при Нарве русская армия потеряла всю артиллерию. Из-за войны прекратилась и закупка железа за границей. Тогда Пётр I обратил внимание на богатые рудами уральские земли. Были изъяты обратно в казну земли по берегам рек Каменки и Исети. В 1701 году, согласно Указу Петра I, здесь началось строительство железоделательного завода, и в этом же году 15 октября 1701 года на Каменском заводом был выплавлен чугун. Каменский чугунолитейный завод стал первым чугунолитейным заводом на Урале. Поселение вокруг него в XVIII—XIX веках также называлось Каменский казенный чугунолитейный завод.
В 1704 году рядом с Каменским был построен Верхне-Каменский завод. Завод функционировал до 1723 года. Его работники жили рядом, в построенной деревне Новый Завод.
Артиллерийские орудия Каменского чугунолитейного завода принимали участие в Полтавской битве, когда русские войска разбили шведскую армию, обеспечив победу России в Северной войне, в Отечественной войне 1812 года.

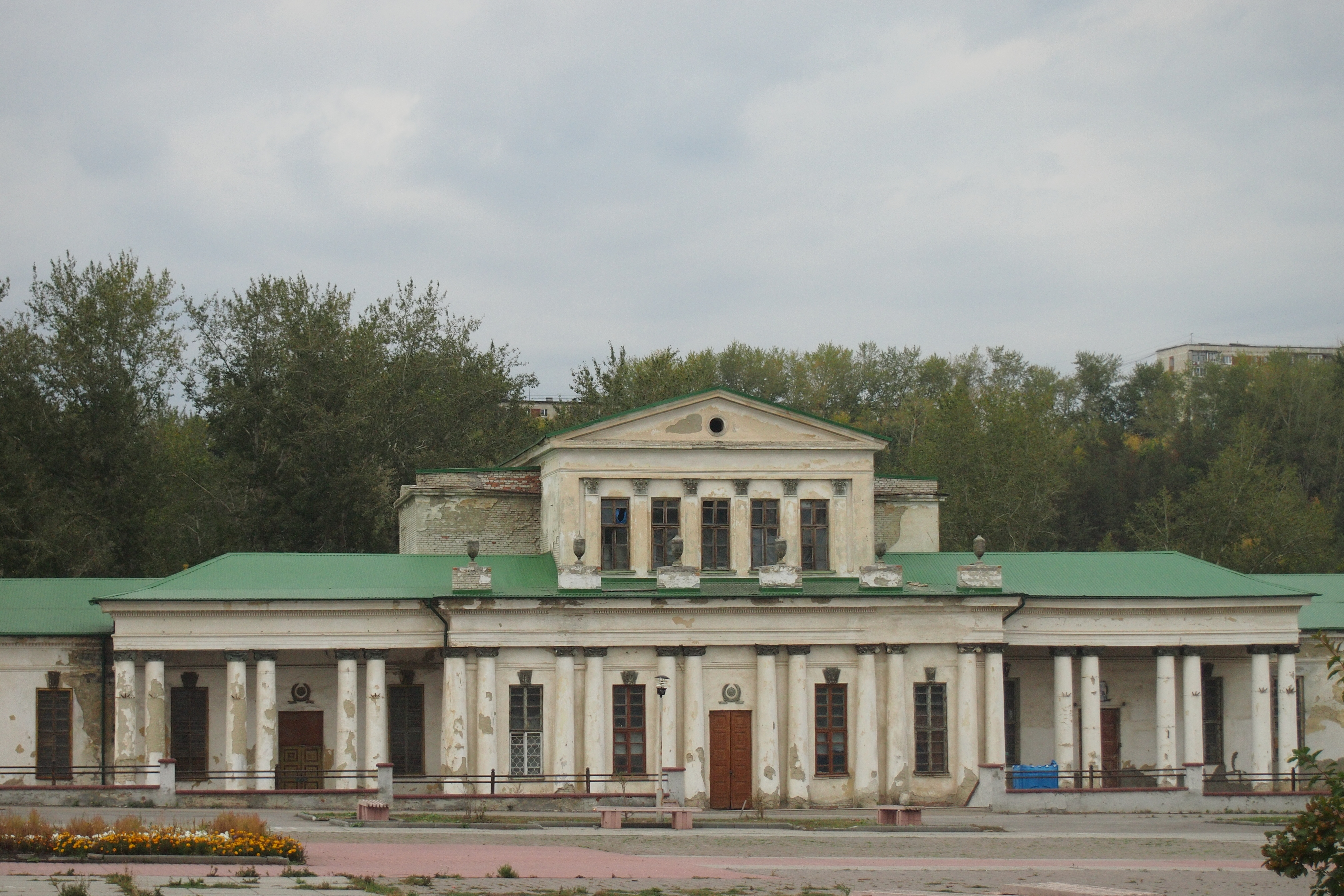
Складские помещения Каменского завода: площадь 25-летия Октября, Каменск-Уральский, Свердловская область

С 1825 по 1829 год по проектам главного архитектора Уральских горных заводов М. П. Малахова проводилась реконструкция Каменского завода. Во время реконструкции были построены две новые домны, здание заводоуправления, складские помещения, госпиталь, перестроен главный храм города.
До изменения Малаховым облика Каменского завода в прилегающем поселке в беспорядке стояло около двухсот деревянных домов его жителей. На реке была сооружена плотина, на её берегу стояли заводские постройки.
Ко второму десятилетию XIX века здания и плотина обветшали и угрожали не только разрушением, но и остановкой всего заводского производства.
В 1821—1823 годах по проектам уральского архитектора М. П. Малахова проводилась реконструкция заводских сооружений. \При этом была упорядочена застройка территории завода. В протяжении всего XIX века на Каменском заводе развивалось производство. 1 октября 1923 года Каменский завод остановили на консервацию, а в 1926 году из-за устаревшего оборудования и отсутствия топлива закрыли. Завод проработал около 225 лет. В последние годы Каменский завод выпускал чугунные водопроводные трубы. В связи с сохранившейся потребностью в трубах, в 1931 году было принято решение о строительстве в Каменске нового трубного завода у железнодорожной станции «Синарская». Синарский трубный завод был введен в строй в 1934 году.

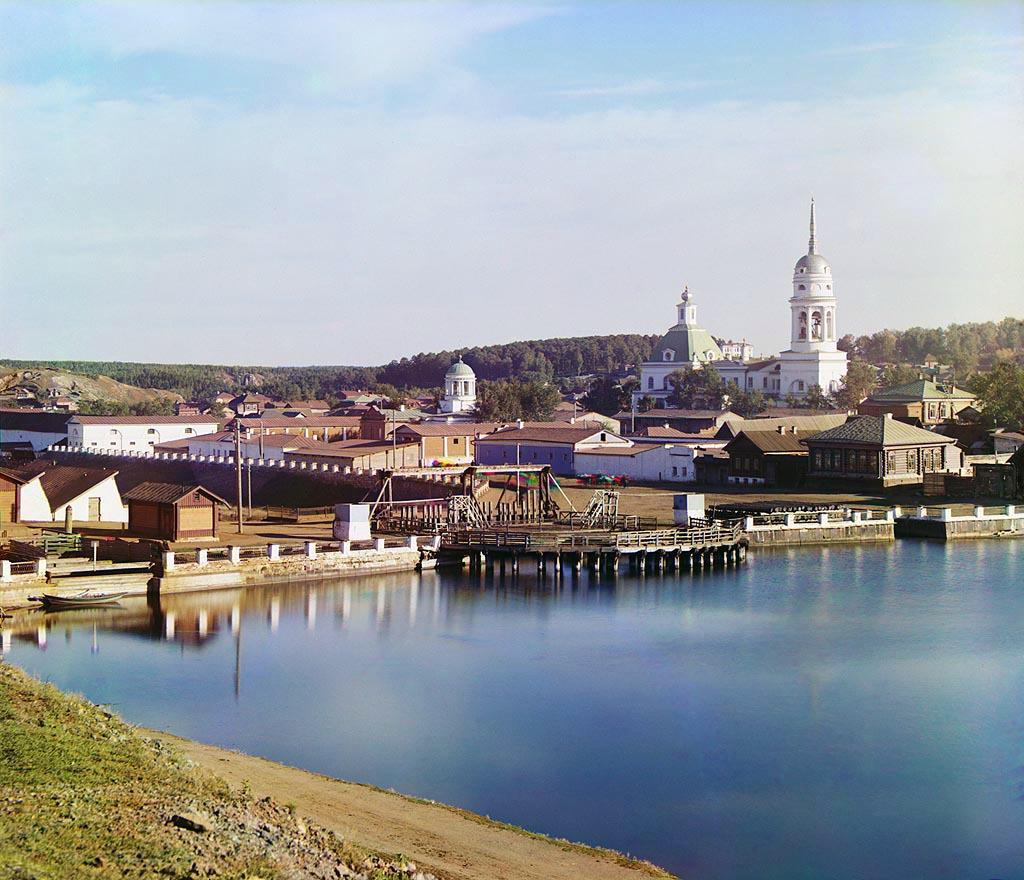
Каменский завод с рабочими поселениями (С. М. Прокудин-Горский, 1909)

В 1930-е годы поселок Каменск становится индустриальным центром Урала. В 1929 году здесь работала геологоразведочная партия, которая исследовала местные залежи железной руды, строительного песка, каменного угля, торфа, известняков. Ей удалось обнаружить залежи алюминиевой руды — бокситов, в результате его 3 декабря 1932 года Совет труда и обороны принял решение о строительстве Уральского алюминиевого завода в районе деревни Красная Горка. Уральский алюминиевый завод начал функционировать 5 сентября 1939 года.
20 апреля 1935 года поселок Каменск стал городом. 6 июня 1940 года новый город получил название — Каменск-Уральский.
В годы Великой Отечественной войны Каменск-Уральский алюминиевый завод был единственным заводом, который обеспечивал алюминием авиационную промышленность СССР.
5 мая 1944 года в городе был построен Каменск-Уральский металлургический завод. После войны в городе продолжили работу оставшиеся здесь эвакуированные предприятий металлургии и машиностроения.
В 1949 году в городе началось строительство крупного Радиозавода (ПО «Октябрь») с конструкторским бюро. Задачей заводы был выпуск авиационных высотомеров. В 1951 году на радиозаводе была выпущена первая продукция. С 1954 года на заводе № 379 МАП (Каменск-Уральский приборостроительный завод) выпускалась ламповая радиола.
В 1960 году в началась газификация города, в 1970 году в городе начал работу завод «Исеть». Завод выпускал электрические соединители для авиационной и космической техники.
В 1980-х — 1990-х годах в городе постепенно наращивали объёмы производства существующие заводы, строились цеха, внедрялись АСУ, вычислительная техника, осваивались новые виды продукции, включая товары народного потребления. Продолжалось строительство города. В 1990-х годах на западной окраине Красногорского района города построили новый жилой микрорайон «Южный».
После распада СССР продукция предприятий города не находила источников сбыта. Взлет рыночных цен привел к тому, что цен покупатели не могли расплатиться за поставленные товары, не было денег на сырьё и выплату зарплаты.
В 1992 году началась приватизация городских предприятий, произошла девальвация рубля. Приватизация сопровождалась задержками зарплаты, сокращением работников, введением сокращенной рабочей недели. Детские сады, лагеря отдыха, спортивные сооружения, находившиеся на балансе предприятий, передавались муниципалитету, который был не в состоянии справиться с их финансированием. Численность городского населения в эти годы начинает уменьшаться, что было связано не только с естественной убылью, но и миграцией из города в поисках работы. Около города в большом количестве появились новые коллективные сады, огороды.
С переходом страны на капиталистический путь развития, в городе началось развитие мелкой торговли, сферы обслуживания, а также спад в работе крупных предприятий. На улицах города появились множество стоящих вплотную торговых точек.
В 90-е годы в городе появилось первое кабельное телевидение и первая телекомпания — «Факт». Экспорт продукции на рынки Северной Америки и Западной Европы дал толчок развитию крупных предприятий города, таких как ОАО «СинТЗ», ОАО «КУМЗ», ОАО «КУЗОЦМ».
В начале 2000-х годов в городе были введены новые правила торговли, что привело к сносу железных киосков. Их постепенно заменили магазинчики на первых этажах зданий. Бывшие квартиры первых этажей по центральным улицам города (Алюминиевой, проспекту Победы, Суворова) перестраивали под магазины.

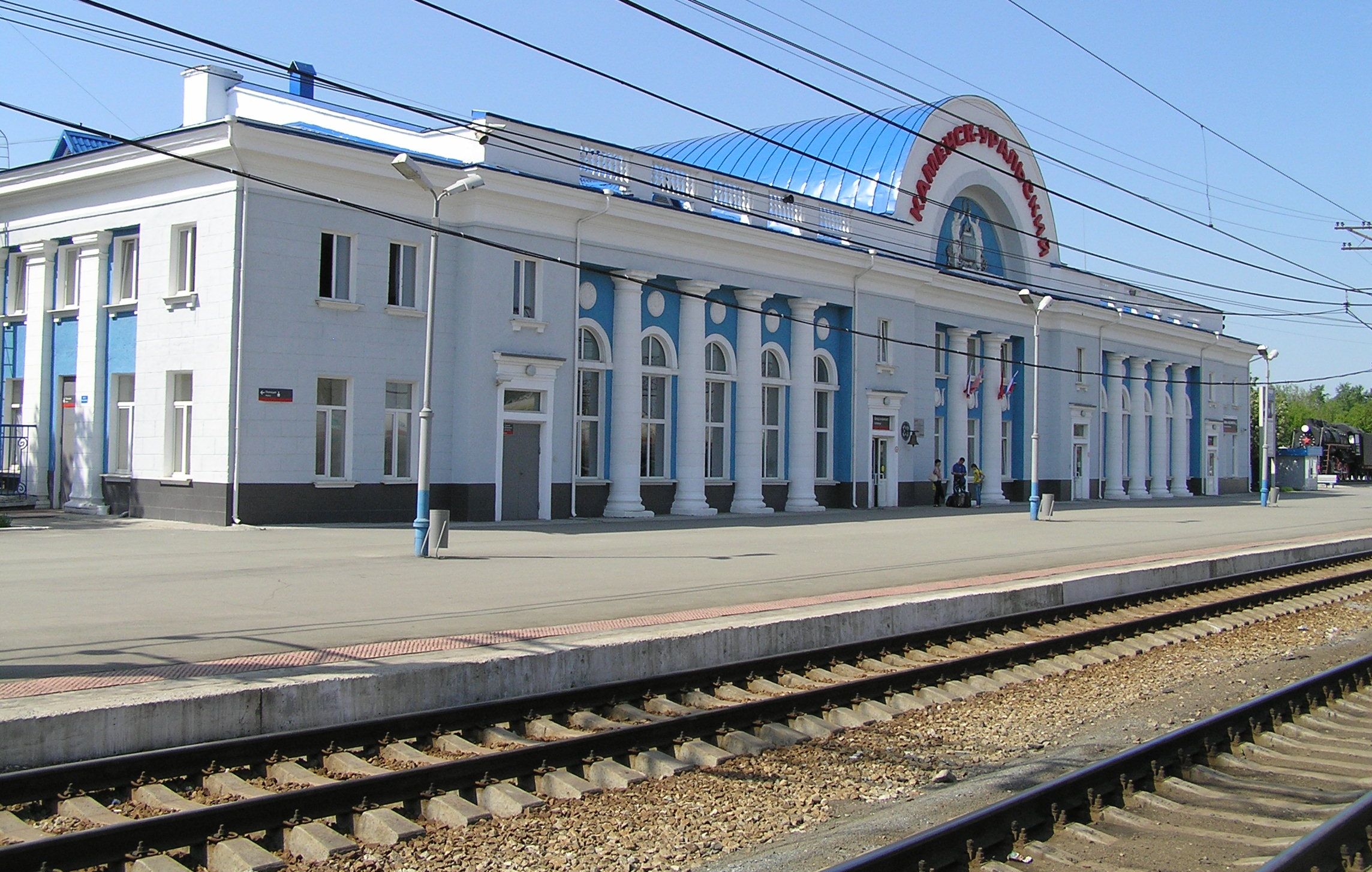
Железнодорожная станция Каменск-Уральский Свердловской железной дороги.

На протяжении истории в городе развивался транспорт. Город находится на пересечении железнодорожных линий Екатеринбург — Курган и Челябинск — Алапаевск — Серов. Здесь расположена узловая железнодорожная станция Каменск-Уральский. Городские Электрички доставляют пассажиров в Екатеринбург, Курган, Челябинск, Богданович, Камышлов, Сухой Лог, Шадринск. Пассажирские поезда связывают город с городами Урала, Сибири, Центра и Юга России.
В городе действует междугороднее и пригородное автобусное сообщение, рядом с железнодорожной станцией расположен автовокзал.
Рядом с городом находится расположен Травянский военный аэродром, названный по наименованию близлежащего села. Международный аэропорт Кольцово находится в 90 км в сторону Екатеринбурга.
В городе также развивается общественный транспорт. С 1956 по 2015 год в городе существовала троллейбусная система.
В 2015 году среднемесячная зарплата по городу в промышленности составила 31 802 руб, в строительстве — 24 184 руб., численность занятых в экономике города составила 89,2 тыс. чел., оборот предприятий и организаций города — 105 393,2 млн руб.
В целом, уровень заработной платы в городе занимает 16 место по Свердловской области, при этом созданный в Каменске-Уральском Меткомбанк по итогам III квартала 2016 года признан самым крупным и прибыльным в Свердловской области.

## Структура экономики
В настоящее время на территории города зарегистрировано около 730 организаций разных видов собственности, которые работают в сфере промышленного производства и обеспечивают более 60 % оборота в общем объёме оборота организаций города.
Ведущая роль в промышленном комплексе города принадлежит обрабатывающим предприятиям, которые обеспечивают более 55,0 % выпуска промышленной продукции города. На долю предприятий по производству и распределению электроэнергии, воды и природного газа приходится около 4,6 %. На территории города работают 36 крупных и средних промышленных предприятий с численностью работающих более 28,5 тыс. человек, что составляет 52,9 % от общей численности работающих на крупных и средних предприятиях и в организациях города.

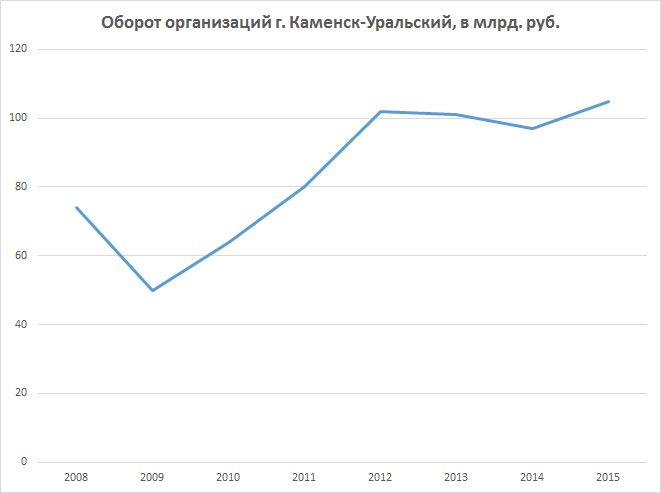
Годовой оборот организаций города Каменск-Уральский

Градообразующими организациями города являются предприятия цветной и чёрной металлургии (доли в общем объёме производства соответственно 69,0 % и 17,5 %). Их продукция является сырьём для предприятий машиностроения и металлообработки (3,7 % экономики города). Кроме того, представлены отрасли: электроэнергетики (3,5 %), пищевая (3,2 %), строительных материалов (0,7 %), лёгкая промышленность (0,2 %).
Каменск-Уральский вносит вклад в экономику всей Свердловской области, обеспечивает 12,9 % областного объёма продукции цветной металлургии.
Несмотря на неблагоприятную макроэкономическую обстановку, предприятия промышленного комплекса Каменск-Уральского в последние два года показывают положительную динамику. Это стало возможным благодаря усилиям по рыночному продвижению продукции, тесному взаимодействию со стратегическими заказчиками, расширению рынков, выпуску импортозамещаемой продукции.

### Промышленные предприятия

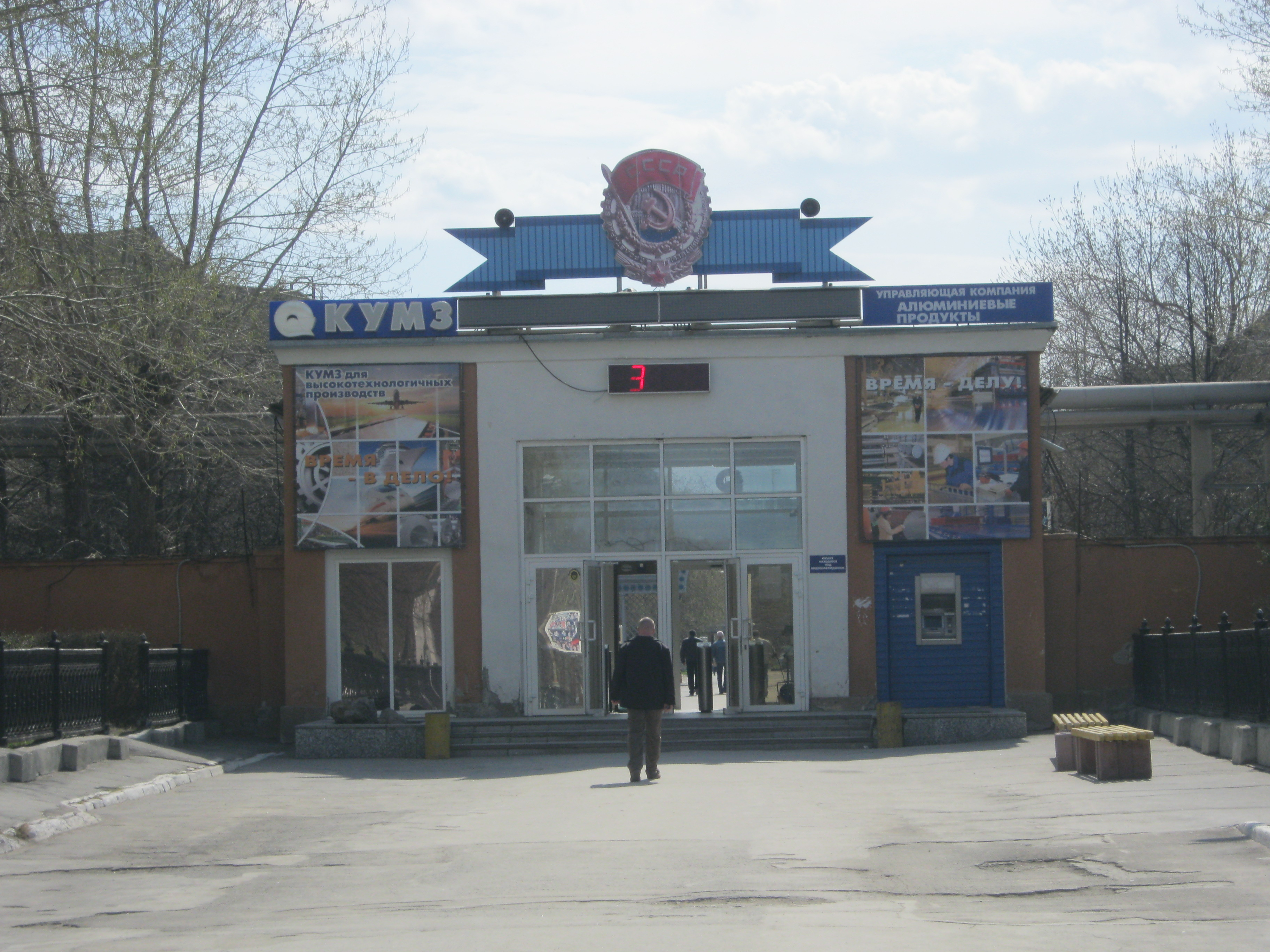
Центральная проходная ОАО «КУМЗ»

На четыре градообразующих предприятия приходится 75,4 % всего промышленного производства. К ним относятся: ОАО «СинТЗ», РУСАЛ, ОАО «КУМЗ», ПО «Октябрь».
- На предприятиях цветной металлургии (ОАО «КУЗОЦМ», «УАЗ-СУАЛ» — филиал ОАО «СУАЛ», ОАО «КУМЗ») выпускается прокат и прессовая продукция из латуни, меди, бронзы, алюминиевых, алюминий-литиевых сплавов; легкосплавные бурильные труб; выпускаются первичный алюминий, глинозём, кристаллический кремний.

Каменск-Уральский металлургический завод (ОАО КУМЗ) создавался как завод специальной металлургии в составе Министерства авиационной промышленности для обеспечения самолётостроения полуфабрикатами из алюминиевых и магниевых сплавов, полученных обработкой давлением.

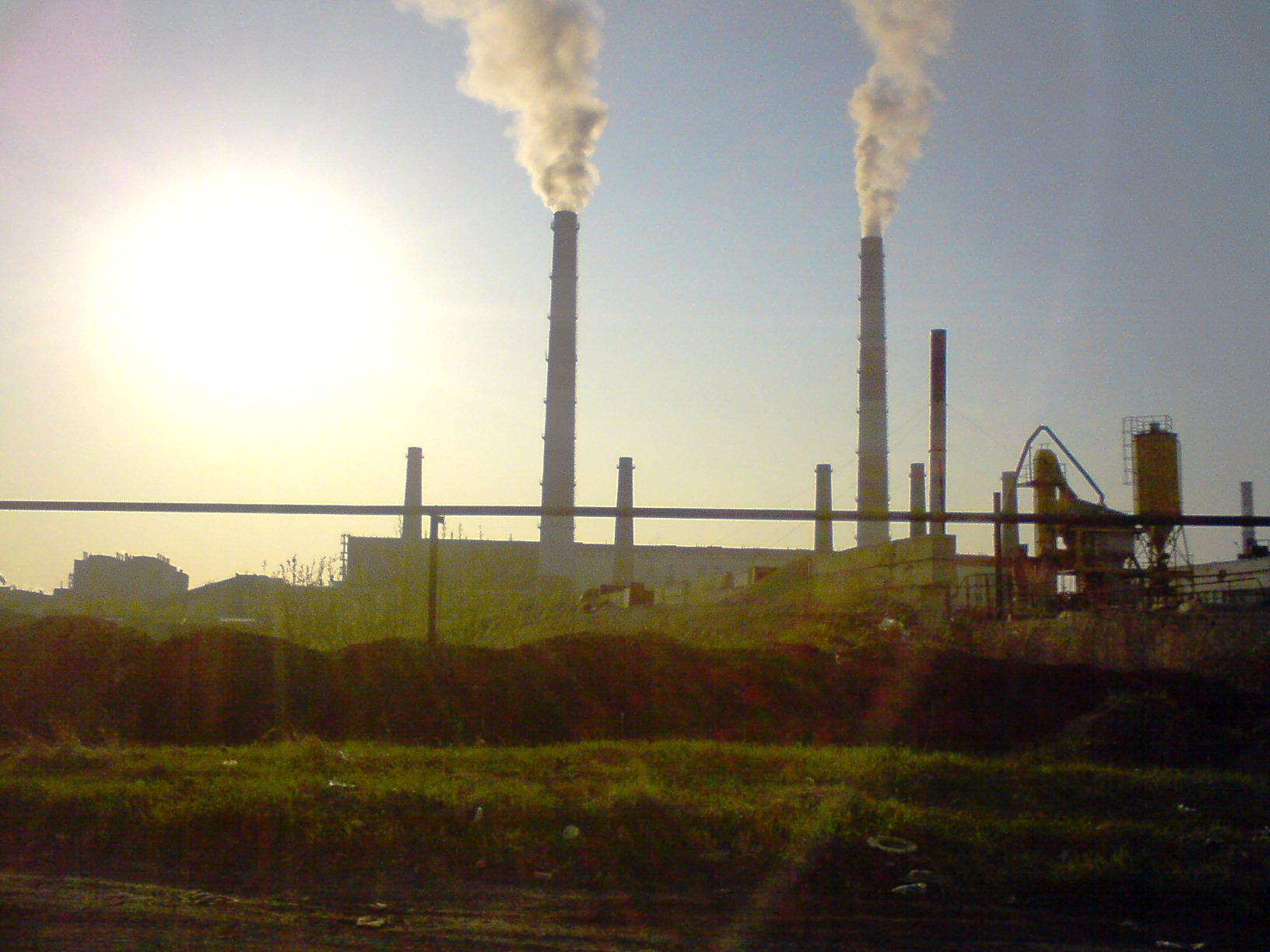
Уральский алюминиевый завод и Красногорская ТЭЦ, вырабатывающая электроэнергию для завода и города

Уральский алюминиевый завод (УАЗ) является одним из старейших предприятий алюминиевой промышленности СССР и России. Здесь впервые в СССР были использованы мощные электролизёры с самообжигающимися анодами при боковом токоподводе на силу тока 55 кА. Снабжение предприятия электроэнергией осуществлялось с расположенной рядом Красногорской ТЭЦ, которая позже стала самостоятельным предприятием.
- Предприятие чёрной металлургии — ОАО «СинТЗ» занимается выпуском труб для нефтегазового комплекса, которые составляют до 70 % всего его производства. Основной сегмент рынка поставок — нефтегазовый сектор. Здесь также производят свёртные паянные, стальные бесшовные холодно- и горячедеформированные и коррозионно-стойкие трубы. ПАО «СинТЗ» в 2015 году выпускало стальные бесшовные трубы.

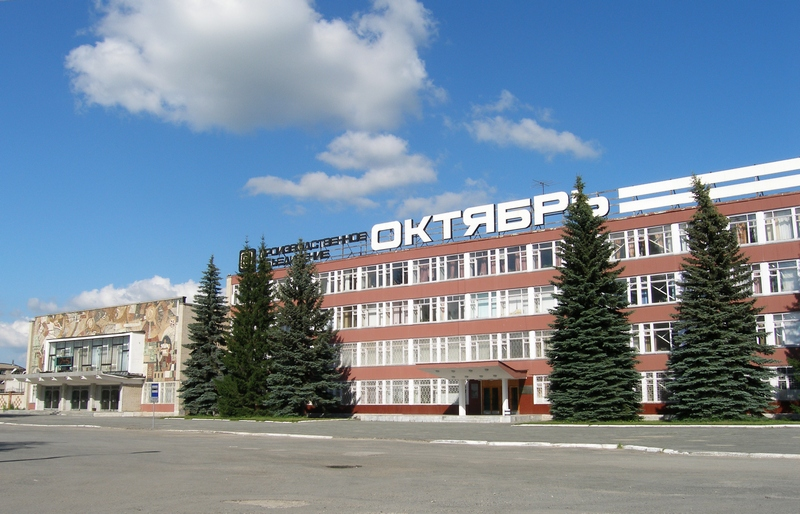
Главная проходная и здание заводоуправления ПО «Октябрь»

- Предприятия машиностроения и металлообработки (ПО «Октябрь», ЗАО «Уралэлектромаш», ОАО «КУЛЗ», ЗАО «Уралтехмаш», ОАО «Завод „Исеть“») занимаются производством радиовысотомеров, радиолокационного оборудования, бытовой радиоэлектроники, электродвигателей и электросоединителей, отопительных систем, чугунного и цветного литья.
- Пищевая промышленность города представлена предприятиями: ОАО «Каменск-Уральский хлебокомбинат», ОАО «Молоко», ЗАО «КАМПИ» (Пивзавод), производит хлебные, молочные и алкогольные продукты[6]. В городе расположен законсервированый мясокомбинат, производивший мясные и колбасные изделия. Комбинат закрыт в 2013 году[7].
- На городских предприятиях стройматериалов (ОАО «КУЗЖБИ-Уральский ДСК», ООО «Синарский завод строительных материалов», ООО «Каменск-Уральский завод строительных материалов» Si Mat, Каменск-Уральское структурное производственное подразделение ГУП СО «Лесохозяйственное промышленное объединённие» (ранее бывший ГУ «Каменск-Уральский лесхоз», вошёл в состав ГУП СО «ЛХПО» в конце 2008 года на основании Постановления Правительства Свердловской области о реорганизации предприятий в области лесных отношений), ОАО «Каменск-Стальконструкция», ОАО «Строймонтажконструкция») из местного сырья выпускают кирпичи, железобетонные плиты, металлические и деревянные конструкции.
- Лёгкая промышленность города (швейные фабрики «Маяк» и «Элегант», ОАО «Обувная фабрика») обеспечивает потребности жителей города в одежде, постельном белье и кожаной обуви.

### Малое и среднее предпринимательство
В конце 2015 года на территории муниципального образования город Каменск-Уральский зарегистрировано 6 840 предприятий разного вида собственности, включая 3 834 индивидуальных предпринимателя. В настоящее время в городе осуществляется подпрограмма «Содействие развитию малого и среднего предпринимательства в муниципальном образовании город Каменск-Уральский на 2014—2018 годы» муниципальной программы «Реализация социально-экономической политики на территории муниципального образования город Каменск-Уральский на 2014—2018 годы».
В 2016 году на реализацию подпрограммы было выделено 3 843,33 тыс. руб., в том числе за счет средств местного бюджета — 1 780,0 тыс. руб., и областного бюджета — 2 063,33 тыс. руб.
В 2015 году на территории города работало 691 магазинов, включая торгово-развлекательные центры, торговые центры, торговые комплексы и 274 нестационарных торговых объекта (киоски, павильоны, торговые автоматы, летние кафе, автоцистерны), то составило 28,4 % от общего числа торговых объектов (965).
Экономический кризис в стране в 2015 году оказал ощутимое влияние на торговлю и сферу услуг города. Снизилась покупательная способность населения, особенно импортных товаров. Снизились доходы потенциальных потребителей услуг. Чтобы оставить мелкий бизнес на плаву, предприниматели уменьшали собственные расходы, проводили сокращение штата сотрудников.
Чтобы уменьшить расходы на аренду помещений, предприниматели стали принимать заказы на дому, стали арендовать помещения подальше от центра города, использовать для работы более дешевые материалы, оказывать услуги по интернету. Многие предприниматели вынуждены закрыть свое дело. Так, за один год в городе закрылись 11 точек по ремонту обуви. Снизился спрос на ремонт и техническое обслуживание автотранспорта.
В число лидеров по оказанным услугам вышли ломбарды и похоронные бюро. Для удовлетворения спроса населения в 2015 году в городе открылся новый Прощальный зал.
В настоящее время в городе работают около 580 предприятий, оказывающих услуги населению, включая 84 парикмахерских и салонов красоты, 70 фирм по ремонту жилья, 54 обувных мастерских и 42 ателье по пошиву и ремонту одежды.

## Туризм

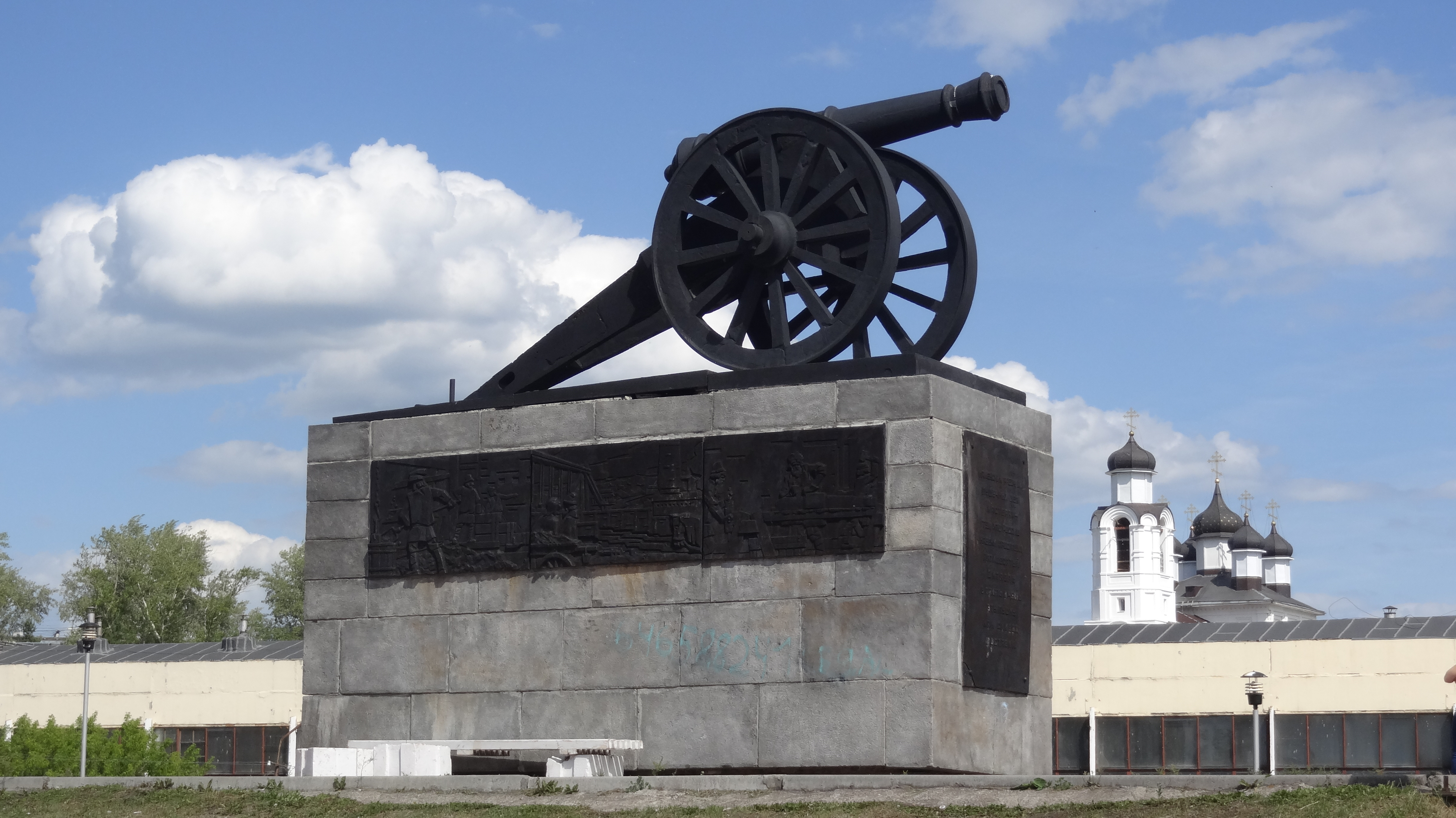
Памятник-пушка в Каменске-Уральском

В городе развивается такая отрасль экономики, как туризм. Поток туристов в Каменск-Уральский ежегодно растет на 20 %. Значительную долю туристского потока занимают иностранные туристы, чему немало способствовало резкое падение курса рубля по отношению к иностранным валютам. В 2015 году туристский поток составил около 65 тыс. человек. В настоящее время в городе представлены такие виды туризма:
- культурно-познавательный (посещение музея, храмов, зоопарков, включая зоопарк «Птичий остров», путешествие по реке Исеть);
- лечебный. В городе имеются санатории-профилактории, фитоцентр «Прасковья»;
- спортивный (мотогонки на льду, мотокросс, народная гребля);
- экстремальный (воздухоплавание, скалолазание, сплавы по реке);
- событийный (фестиваль колокольного звона, воздухоплавания, карнавал, детский карнавальчик, «Зеленая карета», Каменская прогулка).

Туристская инфраструктура города включает в себя 13 гостиниц и 5 санаториев-профилакториев на 1 082 мест. В 2015 году получили категорию 3 звезды санаторий-профилакторий «У трех пещер»; две гостиницы ФГУП ПО «Октябрь»: гостиница по пр. Победы, 4 — 2 звезды, гостиница по ул. Ленина. На территории города гостинице «Green Hall» присвоена категория 4 звезды.
К основным учреждениям культуры, действующим на территории города, относятся:
- 2 театра (Каменск-Уральский театр драмы «Драма номер три» и Театр актёра и куклы «Гонг») и 7 театральных студий (Детский музыкально-драматический театр-студия «Да здравствуют дети!»[10] (В ДК «Юность»), Камерный театр «Артель» (в ДК «Юность)»[11], театр-студия «Пирамида», детская театральная студия «Маленький театрик», театр-студия «Мастерская праздника», детская театральная студия «Опасное напряжение» и театральная студия при храме Иоанна Богослова);
- 2 кинотеатра («Кино FOX» и «Кино FOX 3D»);
- 5 дворцов культуры («СУАЛ», «Металлург», «СинТЗ», «Юность», «Современник»);
- Краеведческий музей им. И. Я. Стяжкина[12];
- Геологический музей имени А. Е. Ферсмана
- Музеи истории предприятий;
- Городские парки и фонтаны.

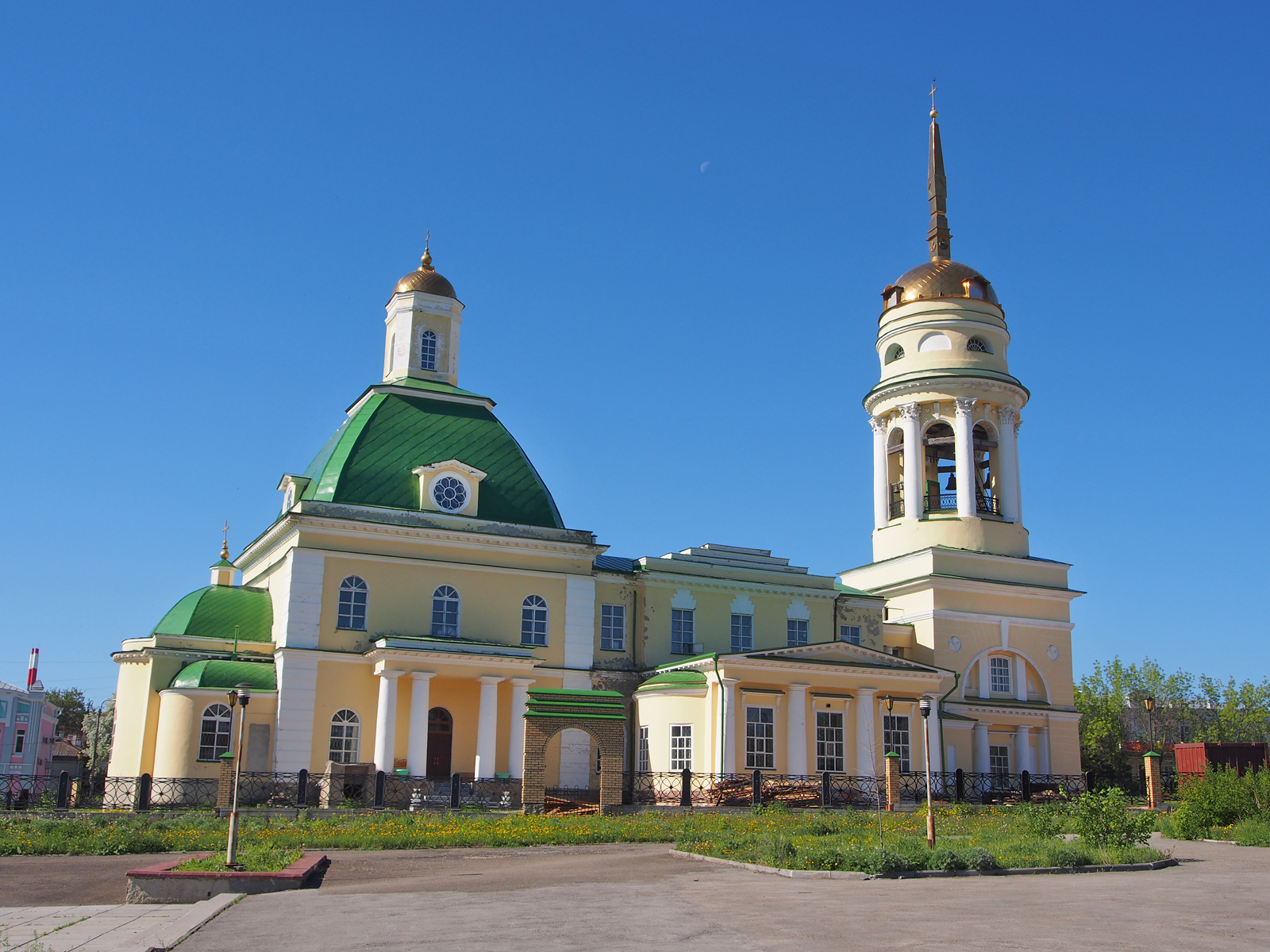
Троицкий собор (Свердловская область, Каменск-Уральский, улица Ленина, 126)

Город Каменск-Уральский входит в перечень исторических городов России. В городе имеется памятник архитектуры федерального значения и 42 памятника архитектуры областного значения. Также здесь установлены памятники героям страны: памятник генералу Дубынину был открыт в июне 2013 года. На проспекте Победы возведен памятник Герою Советского Союза Кунавину Григорию Павловичу.
В городе работают Троицкий собор, Церковь Покрова Божией Матери, Церковь Покрова Божией Матери, Храм в честь Архистратига Божия Михаила (2012).
В городской черте расположены геоморфологические памятники природы. Среди них скалы на реке Каменка: Чёртов Палец, Богатырёк, Три Брата; на реке Исеть: Семь Братьев, Раструс, Динозавр, Волковское обнажение шаровых лав. В лесопарковой зоне охраняется ботанический памятник — казённый посев сосны и лиственницы 1895 г.
Также здесь расположен гидрологический памятник природы — источник Кодинский тёплый ключ. Уральский краевед и писатель Шевалев В. П. разработал маршрут «Тропа Карпинского», на котором можно увидеть интересные обнажения большого числа периодов формирования земной коры.